# Turzi
I Turzi sono un gruppo di musica elettronica francese fondato da Romain Turzi a Versailles.
Il loro brano "Afghanistan" è apparso nella seconda compilation degli Amorphous Androgynous insieme ad altri artisti come gli Oasis ed i Faust. Il loro secondo album 'B' si avvale della presenza della voce di Bobby Gillespie dei Primal Scream nella canzone "Baltimore". "Baltimore" è presente in 2 episodi di CSI: Miami (904, 911).

## Formazione

### Formazione attuale
- Romain Turzi
- Judah Warsky
- Lori Shönberg
- Mouldeck
- Louis Laurin
- Caroline Villain

### Ex componenti
- Günther Rock
- Sky Over
- Arthur Rambo

## Discografia

### Album studio
| Data | Titolo | Etichetta     | Note                                                                        |
| ---- | ------ | ------------- | --------------------------------------------------------------------------- |
| 2007 | A      | Record Makers | Rilasciato dalla Kemado Records negli USA                                   |
| Data | Titolo | Etichetta     | Note                                                                        |
| 2009 | B      | Record Makers | Partecipazioni: Bobby Gillespie ("Baltimore")e Brigitte Fontaine ("Bamako") |
| Data | Titolo | Etichetta     | Note                                                                        |
| 2015 | C      | Record Makers | Partecipazione del soprano Caroline Villain in diverse tracce.              |